# Кернер, Иоганн Симон фон
Иоганн Симон фон Кернер (нем. Johann Simon von Kerner; 25 февраля 1755, Кирххайм-унтер-Текк, Вюртемберг — 13 июня 1830, Штутгарт) — немецкий учёный-ботаник, профессор Карлсшуле (Каролинской школы) в Штутгарте.

## Биография
Родился в семье Иоганна Михаэля фон Кернера и Саломе Кеттенаккер. В 1770 году был отдан в обучение в военную школу Карлсшуле, располагавшуюся в шато Солитюд под Штутгартом. Там он получил хорошее образование в области ботаники и агрономии и уже к 1780 году преподавал в этом же учебном заведении, переехавшем к тому моменту в Штутгарт, ботанику и рисование растений.
Фон Кернер остался преподавателем Карлсшуле и после того, как ей в 1781 году был присвоен статус университета. В 1786 году он был произведён в надворные советники Вюртемберга и Цвайбрюккена, в 1792 году стал асессором экономического факультета Карлсшуле, а в 1794 году — деканом. В годы его преподавания в этой школе среди его учеников были Жорж Кювье, чьи способности фон Кернер разглядел одним из первых, и Александр фон Гумбольдт, впоследствии приглашавший его в свою научную экспедицию. После закрытия Карлсшуле фон Кернер с 1795 года занимал должность смотрителя коллекции растений ботанического сада герцога Вюртембергского.
Иоганн фон Кернер был женат с 1782 года на Иоганне Христиане Фридерике Вальц, которая родила ему сына и трёх дочерей.

## Научные труды
Характер научной работы фон Кернера определялся его стремлением к систематизации стремительно расширявшихся знаний в области ботаники в эпоху, следовавшую за трудами Линнея. В особенности его привлекали систематизация растительного мира Вюртемберга и так называемая «экономическая» ботаника, объектом изучения которой были лекарственные и пищевые растения с одной стороны и сорняки с другой. Это нашло отражение в трёх главных трудах Кернера:
- «Все экономические растения с иллюстрациями» (Abbildung aller ökonomischen Pflanzen, 1786—1796, 8 томов, 800 гравюр)
- Flora Stuttgardiensis (1786, одно из первых в Германии исследований местной флоры, включавшее описания грибов, мхов и лишайников)
- и «Описание и изображения деревьев и кустарников, свободно произрастающих в герцогстве Вюртемберг» (Beschreibung und Abbildung der Bäume und Gesträuche, welche in dem Herzogtum Wirtemberg wild wachsen, 1783—1992, 9 томов)

Другие работы фон Кернера включают исследование грибов Вюртемберга (1786) и ядовитых растений Германии (1798). Он известен также как переводчик труда И. Р. Форстера и Г. Форстера Characteres generum plantarum, quas in itinere ad insulas maris Australis с латыни на немецкий; этот перевод был издан в 1779 году.